# Дивізія

Умовне позначення дивізії в НАТО.

Диві́зія (від лат. divisio — розділ, поділ) — основне тактичне з'єднання в різних видах збройних сил, яке налічує від 6000 до 25000 солдатів.
Розрізняють піхотні (стрілецькі, мотострілецькі, моторизовані), механізовані, кавалерійські, танкові (бронетанкові, бронекавалерійські), повітряно-десантні, повітряно-штурмові, аеромобільні, артилерійські тощо.
У більшості армій дивізія складається з кількох полків або бригад. Кілька дивізій утворюють корпус або можуть напряму підпорядковуватися командуванню армій.

## Історія

### Походження
На Заході першим генералом, який подумав про організацію армії в менші самостійні частини був Головний Маршал Франції Моріц Саксонський (1696—1750) у своїй книзі Mes Rêveries. Він помер у віці 54 років, так не реалізувавши свої ідеї. Віктор-Франсуа де Брольї провів кілька практичних експериментів з дивізійною системою під час Семирічної війни.

### Ранні дивізії
Перша війна, у якій дивізійна система була по справжньому реалізована, стала Французька революційна війна. Лазар Карно з Комітету громадського порятунку прийшов до того ж висновку, що й попередня влада, і армія була поділена на дивізії.
Це зробило армії більш гнучкими і здатними до маневрів, і також спростило командування великою революційною армією. У часи Наполена дивізії були об'єднані в корпуси через їхній збільшений розмір. Військові успіхи Наполена сприяли поширенню дивізійної і корпусної системи, і до кінця Наполеонівських воєн всі армії Європи почали її застосовувати.

### Перша Світова війна
Під час Першої світової війни до складу піхотної дивізії входило, як правило, 2 бригади (по 2 полки в кожній), 1-2 ескадрони кінноти і 36-72 гармати. Загальна чисельність дивізії становила 10-17 тис. осіб.

### Українська революція
Перші дві українські сердюцькі дивізії були сформовані командувачем Київської воєнної округи полковником В. Павленком.
Перша сердюцька дивізія складалася з полків ім. гетьманів Б. Хмельницького, П. Полуботка, П. Дорошенка та І. Богуна. Очолював дивізію підполковник Ю. Капкан.
Командантом другої сердюцької дивізії призначено генерала О. Грекова. На початку березня 1918 була сформована одна з перших регулярних Дієвої Армії Української Народної Республіки — 1-ша Запорізька дивізія. В березні-червні 1918 році на Волині з полонених українців, які воювали у складі російської армії на фронтах першої світової війни, було створено дивізії Сірожупанників і Синьожупанників.
В період існування Української держави гетьманський уряд в липні 1918 сформував Сердюцьку дивізію (команд. полк. Клименко), яка складалась з 4 піхотних полків, кінного лубенського полку, гарматного і автопанцерного дивізіону та технічної сотні. У грудні 1918 військові сили Директорії УНР мали у своєму складі Чорноморську, Селянську (Київську), Волинську, Подільську та Дніпровську дивізії.
В серпні 1919 перед походом українських армій на Київ і Одесу Армія УНР мала 12 піхотних дивізій — Волинську, Січову, Холмську, Залізну, Повстанчу, Запорізькі (6, 7, 8), 3алізничу, Січових Стрільців (10,11), Селянську. Під час польсько-радянської війни 1920 до складу Армії УНР входили Волинська, Залізна, Запорізька, Київська, Січова, Херсонська та Окрема кінна дивізії. Українська Галицька Армія не мала у своєму складі дивізій, а складалася з бригад.

### Друга світова війна
Дивізійна система досягла свого розквіту під час Другої світової війни. Радянська Червона Армія складалася з більш ніж тисячі з'єднань розміру дивізії в будь-який вибраний момент. Їхня кількість значно зросла під час Німецько-радянської війни (1941—1945) і оцінюється у 2000. Нацистська Німеччина мала сотні різних дивізій, тоді як США залучили до 91 дивізії.
Вагомою зміною дивізійної структури під час війни було завершення переходу від двобригадних дивізій до триполкових, що почався ще у період Першої світової війни. Таке рішення дало змогу підвищити маневреність і зменшити ланцюжок командування (бригадний рівень було ліквідовано).
Усі дивізії по штату мали у своєму складі артилерійські частини, як правило, розміром з полк. Дивізійна артилерія за потреби підкріплювалася корпусною, щоб підвищити бойову потужність у великих операціях.

## Організація
Штатна структура дивізій відрізняється від приналежності до видів збройних сил і родів військ. У сухопутних військах дивізія складається з керівництва дивізією, кількох полків або бригад, окремих батарей, дивізіонів, рот і батарей бойового та тилового забезпечення. У військово-повітряних силах дивізія може існувати з ескадр та авіакрил. У військово-морських сил у складі дивізій включаються кораблі, бригади та дивізіони кораблів.

### Армія УНР

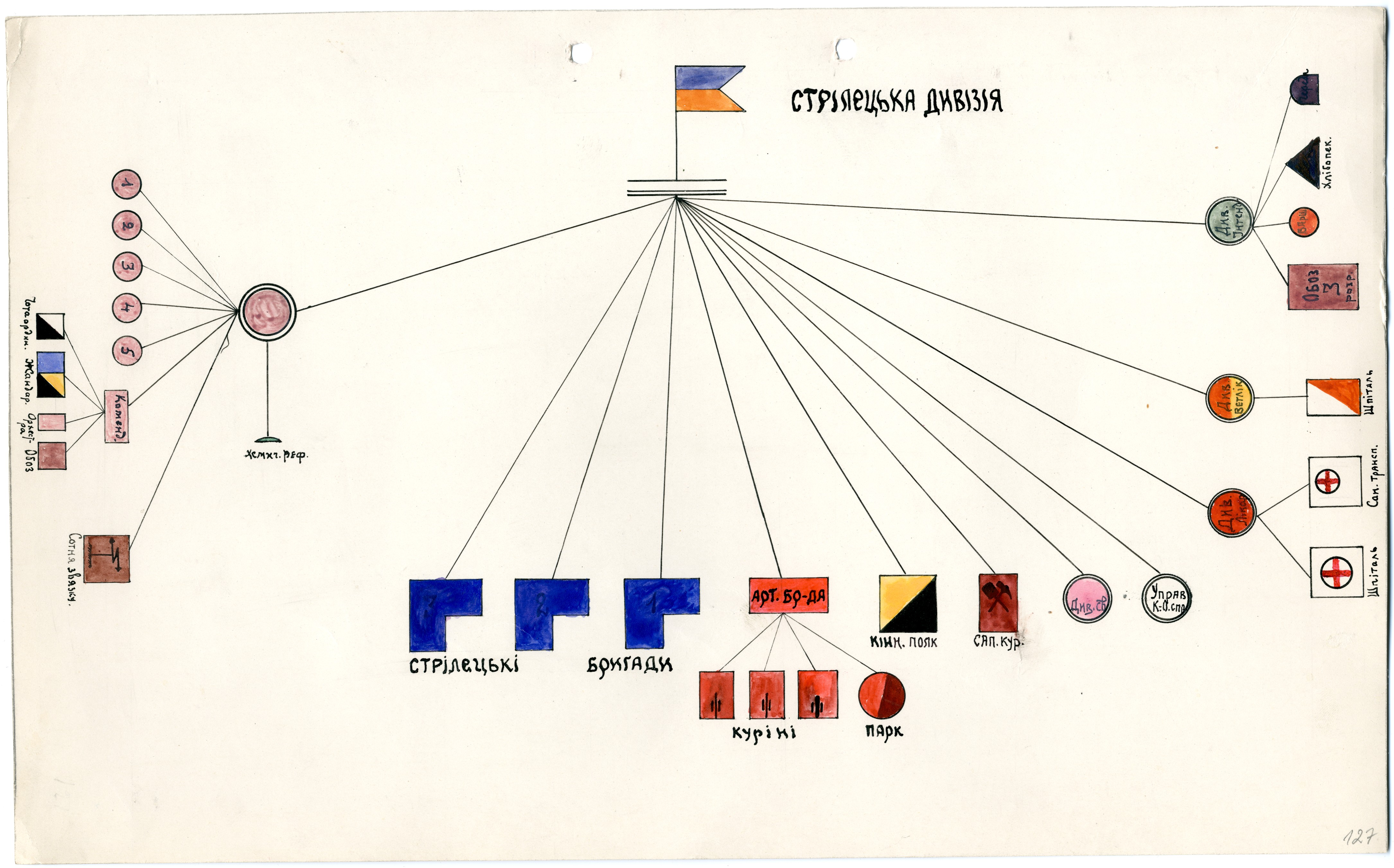
Структура піхотної дивізії УНР

В Армії УНР існували стрілецькі та кінні дивізії.
За штатом стрілецька дивізія налічувала наступні частини:
- Штаб
- 3 стрілецькі бригади
- Артилерійська бригада
- Кінний полк
- Саперний курінь
- Дивізійний священник
- Управління культурно-освітніх справ
- Дивізійний лікар
- Дивізійний ветлікар
- Дивізійна інтендантура

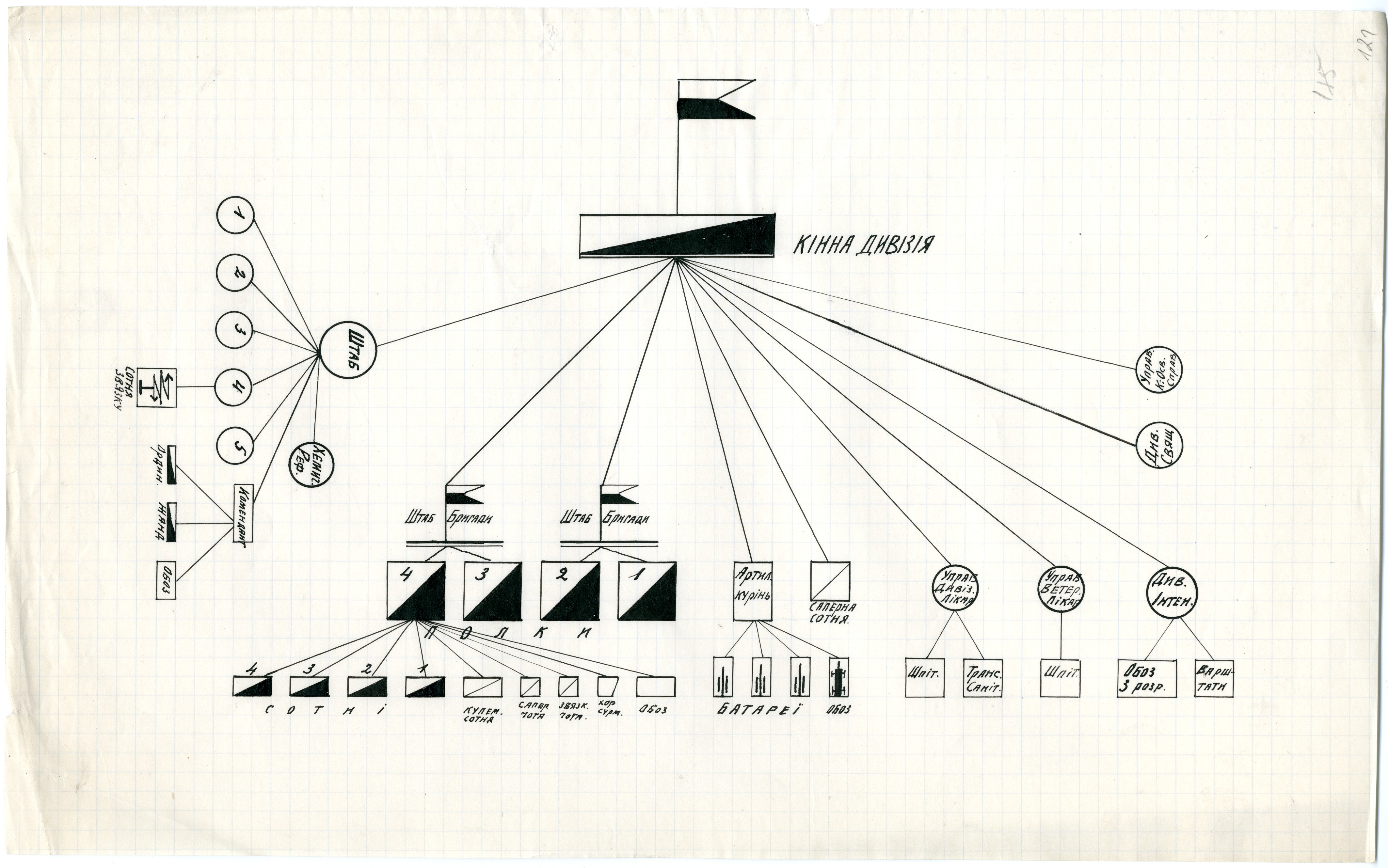
Структура кінної дивізії УНР

До кінної дивізії за штатом входили:
- Штаб
- 2 бригади (по 2 полки)
- Артилерійський курінь
- Саперна сотня
- Дивізійний священник
- Управління культурно-освітніх справ
- Управління дивізійного лікаря
- Управління ветеринарного лікаря
- Дивізійна інтендантура

### Збройні сили СРСР

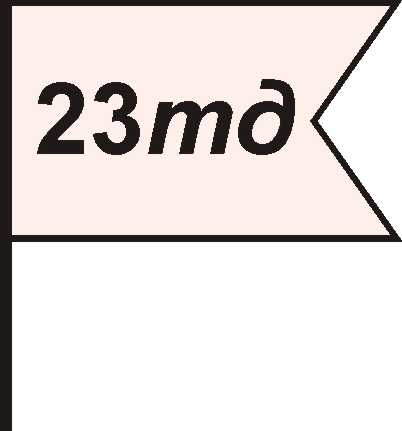
Стандартне позначення штабу танкової дивізії в країнах-учасницях Варшавського договору

Штатним командиром дивізії був генерал-майор.
Наприкінці 1980-х мотострілецька дивізія радянської армії складалася з:
- Управління і штаб
- 3 мотострілецьких полки (2 полки на БТР і 1 полк на БМП)
- Танковий полк
- Артилерійський полк
- Зенітно-ракетний полк
- Ракетний дивізіон
- Протитанковий дивізіон
- Розвідувальний батальйон
- Інженерно-саперний батальйон
- Батальйон зв'язку
- Батальйон хімічного захисту
- Батальйон матеріального забезпечення
- Ремонтно-відновлювальний батальйон
- Медичний батальйон
- Батальйон управління та артилерійської розвідки

Танкова дивізія відрізнялась тим, що в ній були 3 танкові полки і 1 мотострілецький (на БМП), також мінус протитанковий дивізіон.
Всього в мотострілецькій дивізії було близько 14 000 осіб, 221 танк, 184 БМП, 328 БТР. В танковій дивізії було 12 000 осіб, 331 танк, 348 БМП, 14 БТР.

### Збройні сили України
Після розпаду СРСР у 1991 році на території дислокувались 3 загальновійськові та 2 танкові армії, армійський корпус, чотири повітряні армії, окрема армія протиповітряної оборони, 43 ракетна армія стратегічних ядерних сил СРСР. До їхнього складу входили 2 танкові, 13 мотострілецьких, 3 артилерійські дивізії та 4 ракетні дивізії (на території України). З подальшим скороченням Збройних сил кількість дивізій і їхній особовий склад було зменшено, а пізніше більшість було перетворено на менші з'єднання.
Станом на 2024 рік у складі ЗСУ відсутні такі формування як дивізії, основним тактичним з'єднанням є бригада, також створюються корпуси.

### Армія США
В Армії США дивізія традиційно налічує від 17000 до 21000 осіб, але може зрости до 35-40 тис. з додатковими підрозділами під час виконання операцій, і очолюється генерал-майором. Дві дивізії формують корпус. Кожна дивізія містить до трьох маневрених бригад, авіаційну бригаду, інженерну бригаду і дивізійну артилерію, а також кілька менших спеціалізованих підрозділів.

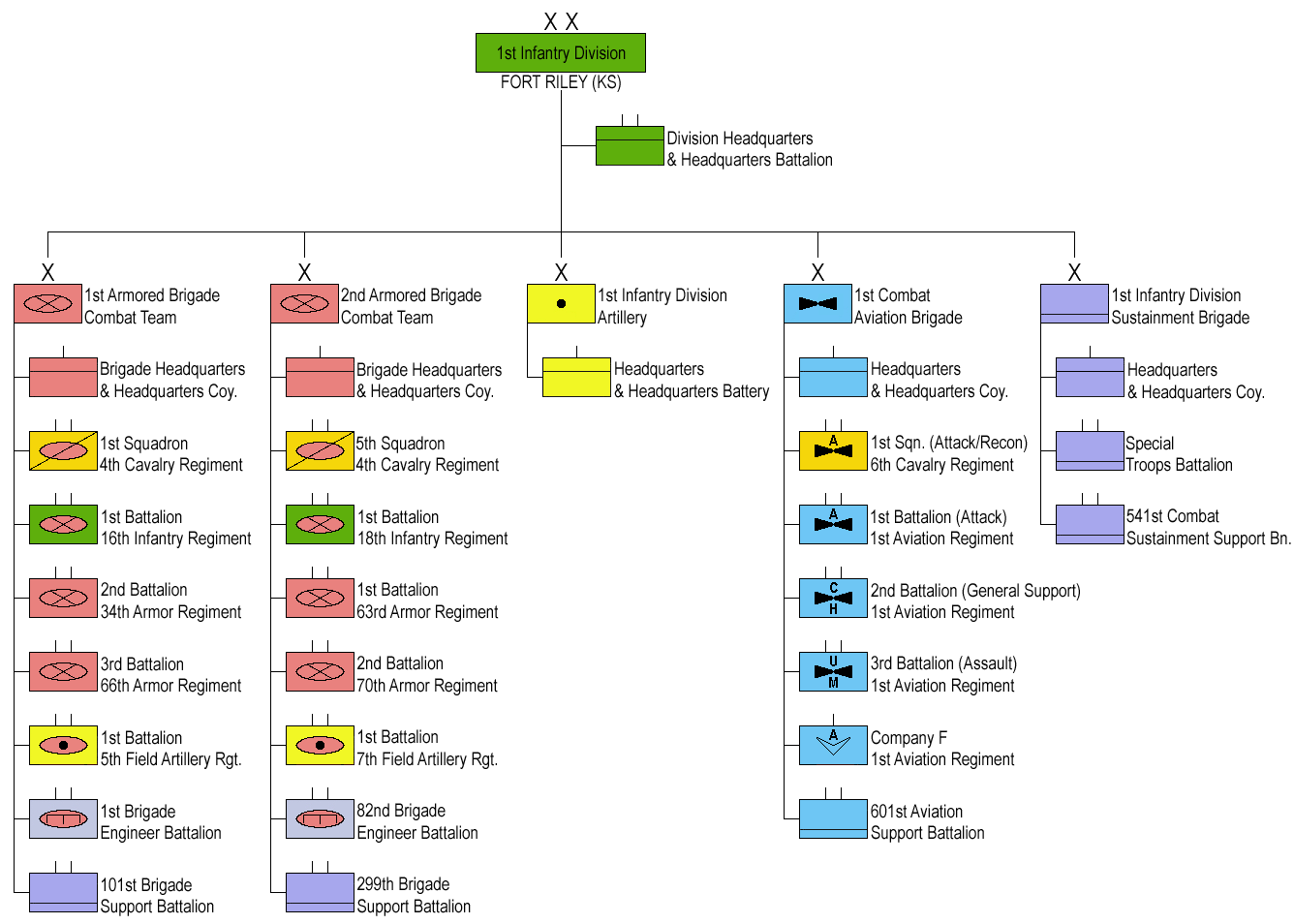
Структура 1-ї піхотної дивізії США

Армія США має у своїй структурі 10 активних дивізій і одну на стадії формування (7-ма піхотна):
- 1-ша піхотна дивізія
- 1-ша бронетанкова дивізія
- 1-ша кавалерійська дивізія
- 2-га піхотна дивізія
- 3-тя піхотна дивізія
- 4-та піхотна дивізія
- 7-ма піхота дивізія (тільки штаб)
- 10-та гірсько-піхотна дивізія
- 25-та піхотна дивізія
- 82-га повітрянодесантна дивізія
- 101-ша повітрянодесантна дивізія

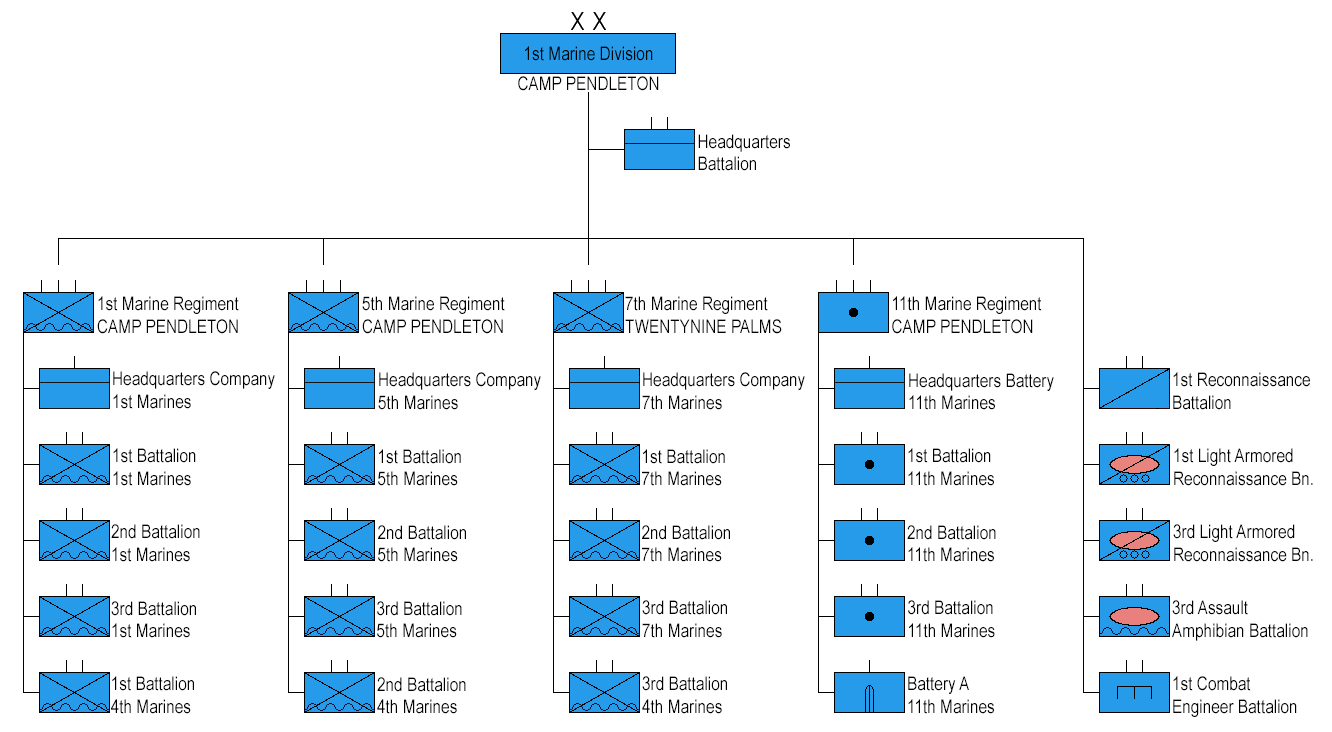
Структура 1-шої дивізії морської піхоти США

У складі Корпусу морської піхоти налічується три активні дивізії і одна резервна:
- 1-ша дивізія морської піхоти
- 2-га дивізія морської піхоти
- 3-тя дивізія морської піхоти
- 4-та дивізія морської піхоти (резервна)

## Чисельність
Чисельність особового складу дивізії залежить від її типу та історичного періоду. Нижче показано чисельність розгорнутих дивізій різних держав, в різні історичні періоди:
| Тип дивізії                | Держава          | Датування     | Чисельність, осіб |
| -------------------------- | ---------------- | ------------- | ----------------- |
| кавалерійська дивізія      | Росія            | 1914          | 4000              |
| кавалерійська дивізія      | Німецька імперія | 1914          | 4000              |
| танкова дивізія            | Японія           | 1990-ті       | 6500              |
| повітряно-десантна дивізія | СРСР             | 1980-ті       | 6500              |
| мотокавалерійська дивізія  | Італія           | 1941          | 7500              |
| дивізія морської піхоти    | СРСР             | 1980-ті       | 8000              |
| піхотна дивізія            | Японія           | 1990-ті       | 9000              |
| альпійська піхотна дивізія | Франція          | 1990-ті       | 9800              |
| моторизована дивізія       | Італія           | 1943          | 10 500            |
| танкова дивізія            | СРСР             | 1980-ті       | 11 620            |
| гірськопіхотна дивізія     | Румунія          | 1943          | 12 000            |
| єгерська дивізія           | Третій Рейх      | 1945          | 13 056            |
| мотострілецька дивізія     | СРСР             | 1980-ті       | 13 300            |
| піхотна дивізія            | Велика Британія  | 1939          | 14 500            |
| стрілецька дивізія         | СРСР             | з квітня 1941 | 14 000            |
| стрілецька дивізія         | СРСР             | з грудня 1941 | 11 500            |
| танкова дивізія            | Третій Рейх      | з жовтня 1943 | 14 000            |
| механізована дивізія       | Франція          | 1980-ті       | 16 000            |
| піхотна дивізія            | Третій Рейх      | з лютого 1941 | 17 000            |
| піхотна дивізія            | Третій Рейх      | з жовтня 1943 | 12 000            |
| піхотна дивізія            | Румунія          | 1941          | 17 500            |
| дивізія морської піхоти    | США              | 1990-ті       | 19 000            |
| мотопіхотна дивізія        | Німеччина        | 1990-ті       | 21 000            |
| гірськопіхотна дивізія     | Німеччина        | 1990-ті       | 23 800            |